# Dysphania simulans
Dysphania simulans là loài thực vật có hoa thuộc họ Dền. Loài này được F.Muell. & Tate mô tả khoa học đầu tiên năm 1886.